# Paul Gerstgraser
Paul Gerstgraser (Schwarzach im Pongau, 22 de mayo de 1995) es un deportista austríaco que compite en esquí en la modalidad de combinada nórdica. Ganó una medalla de bronce en el Campeonato Mundial de Esquí Nórdico de 2017, en la prueba de trampolín grande + 4 × 5 km por equipo.

## Palmarés internacional
| Campeonato Mundial | Campeonato Mundial | Campeonato Mundial | Campeonato Mundial       |
| Año                | Lugar              | Medalla            | Prueba                   |
| ------------------ | ------------------ | ------------------ | ------------------------ |
| 2017               | Lahti (Finlandia)  | Medalla de bronce  | TN + 4 × 5 km por equipo |